# Ma-xa-Al·lah
Ma-xa-Al·lah (àrab: مَا شَاءَ ٱللَّٰهُ, mā xāʾ Allāh) és una expressió àrab que expressa sorpresa, respecte, agraïment o joia per les accions o fites assolides per una altra persona, com per exemple treure molt bones notes en un examen, saber que un familiar ha tingut un nadó, etc. Literalment vol dir ‘allò que Al·là ha volgut’, en referència al qàdar o la predestinació divina segons l'islam. L'expressió està arrelada especialment a zones amb tradició islàmica (perses, turcs, armenis, bosnians, albanesos, indonesis, etc.).